# غاري إم. راينر
غاري إم. راينر (بالإنجليزية: Gary M. Reiner)‏ هو شخصية أعمال أمريكي، ولد في 1953.